# Johannes Orth

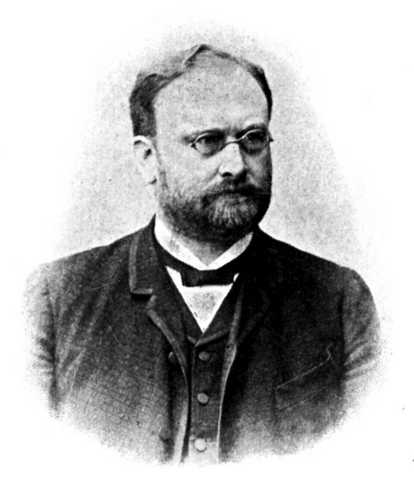
Johannes Orth

Johannes Orth (ur. 14 stycznia 1847 w Wallmerod, zm. 13 stycznia 1923 w Berlinie) – niemiecki lekarz, anatom i patolog. 
Syn Petera Ortha (1812–1888), lekarza uzdrowiskowego z Ems, i Babette Derr. Studiował medycynę na Uniwersytecie w Bonn, tytuł doktora medycyny otrzymał w 1872. Najpierw był asystentem Eduarda Rindfleischa w Bonn, potem Rudolfa Virchowa w Berlinie. W 1878 został profesorem na Uniwersytecie w Getyndze. Po śmierci Virchowa w 1902 wrócił do Berlina i objął po nim katedrę patologii na Uniwersytecie Fryderyka Wilhelma. 
Specjalizował się w patologii chorób zakaźnych, zwłaszcza gruźlicy i zapaleń wsierdzia. W 1875 przedstawił jeden z pierwszych opisów żółtaczki jąder podkorowych.

## Wybrane prace
- Compendium der pathologisch-anatomischen Diagnostik. August Hirschwald, 1884
- Zur Statistik der primären Darmtuberkulose. Schumacher, 1907
- Was ist Todesursache? Schumacher, 1908
- Trauma und Lungentuberkulose. Barth, 1915